# Walkerella benjamini
Walkerella benjamini (лат.) — вид крупных паразитических наездников из семейства Pteromalidae (Otitesellinae) отряда перепончатокрылые насекомые. Встречаются в Южной Азии, Индия и Филиппины.

## Описание
Ассоциированы с фикусом бенджамина (Ficus benjamina).
Мелкие наездники (около 2 мм), самки с буровато-чёрным телом с зеленовато-голубоватым блестящим телом с мелкой пунктировкой. Самцы желтоватые с крупной головой с экстремально развитыми большими мандибулами и слитыми воедино мезонотумом, метанотумом и проподеумом; крылья редуцированные. Формула усиков: 11253. Клипеус с небольшой срединной выемкой. Тергиты 2 и 3 глубоко вырезаны в середине. Крылья с сильно редуцированным жилкованием. Предположительно фитофаги и галлообразователи.
Вид впервые описан в 1957 году под первоначальным названием Terastiozoon benjamini Joseph, 1957.